# Elizabeth Patterson
Elizabeth Patterson (22 de novembro de 1874 — 31 de janeiro de 1966) foi uma atriz norte-americana de teatro, cinema e televisão, que ganhou reconhecimento popular no final de sua carreira, interpretando Sra. Mathilda Trumbull na série televisiva de comédia I Love Lucy.